# Teomatik
Teomatik är ett sammansatt ord, sammansatt av "teo" med hänsyftning till teologi - läran om Gud och religion. "Matik" är naturligt nog besläktat med matematik. Med teomatik menas att det i det gudomliga / religiösa finns siffertal och matematiska termer som kan bekräfta vad som sagts och bekräftats av Gud genom Hans ord.

## Exempel
- Treenigheten - Fader, Son och Helig Ande, = 3
- Talet sju, som i Bibeln anses vara talet för fullkomlighet, eller fullbordan.
- Talet fyra, som bekräftar de vedertagna väderstrecken: norr, söder, öster, väster.
- I Uppenbarelseboken finns flera individer med många ögon, horn, etc. De har alla sin symbolik.